# Myszyniec
Myszyniec is een stad in het Poolse woiwodschap Mazovië, gelegen in de powiat Ostrołęcki. De oppervlakte bedraagt 10,74 km², het inwonertal 3032 (2005).

## Verkeer en vervoer
- Station Myszyniec